# Флавий Турций Руфий Апрониан Астерий
Флавий Турций Руфий Апрониан Астерий (лат. Flavius Turcius Rufius Apronianus Asterius) — политический деятель Раннего Средневековья (V век)
Подпись с именем «Турций Руфий Апрониан Астерий» и занимаемыми им должностями и титулами сохранилась на манускрипте с «Эклогами» Вергилия, а с именем «Турций Руфий Астерий» — на манускрипте «Пасхальной песни» Целия Седулия. Также известен по надписи на сидении в амфитеатре Флавиев как «Руфий Турций Апрониан», и как «Флавий Астерий» по надписи в Эклануме (лат. Aeclanum).
Очевидно, «Турций Руфий Апрониан» произошло от фамилии IV века Турциев Апронианов и связано с Руфиями.
Имел титулы vir clarissimus et illustris и patricius. Был comes domesticorum protectorum и comes privatarum largitionum.
Не позднее 494 года был префектом города Рима. В 494 году стал ординарным консулом вместе с Флавием Президием. Во время своего консульства читал «Эклоги» Вергилия, принадлежащие некому Махарию (Макарий) (лат. Macharius), который, скорее всего, был его другом и сенатором (хотя и называется «fratris»):

«v.c. et inlustris; ex comite domesticorum protectorum; ex comite privatarum largitionum; ex praefecto urbi; patricius; et consul ordinarius; legi et distincxi codicem fratris Macharii v.c. non mei fiducia set eius, cui si et ad omnia sum devotus arbitrio XI Kal. Mai. Romae.»
Он также отредактировал и выпустил (возможно, в 494 году) манускрипт с «Пасхальной песней», неопубликованной Целием Седулием:

«hoc opus Sedulius inter chartulas dispersum reliquit, quod recollectum adunatumque ad omnem elegantiam divulgatum est a Turcio Rufio Asterio v.c., consule ordinario et patricio»
Автор копии манускрипта с «Эклогами» Вергилия. Сопроводил их надписью, которая гласила, что работа завершена полностью, несмотря на постоянное отвлечение консульскими делами.